# 乾瀑布

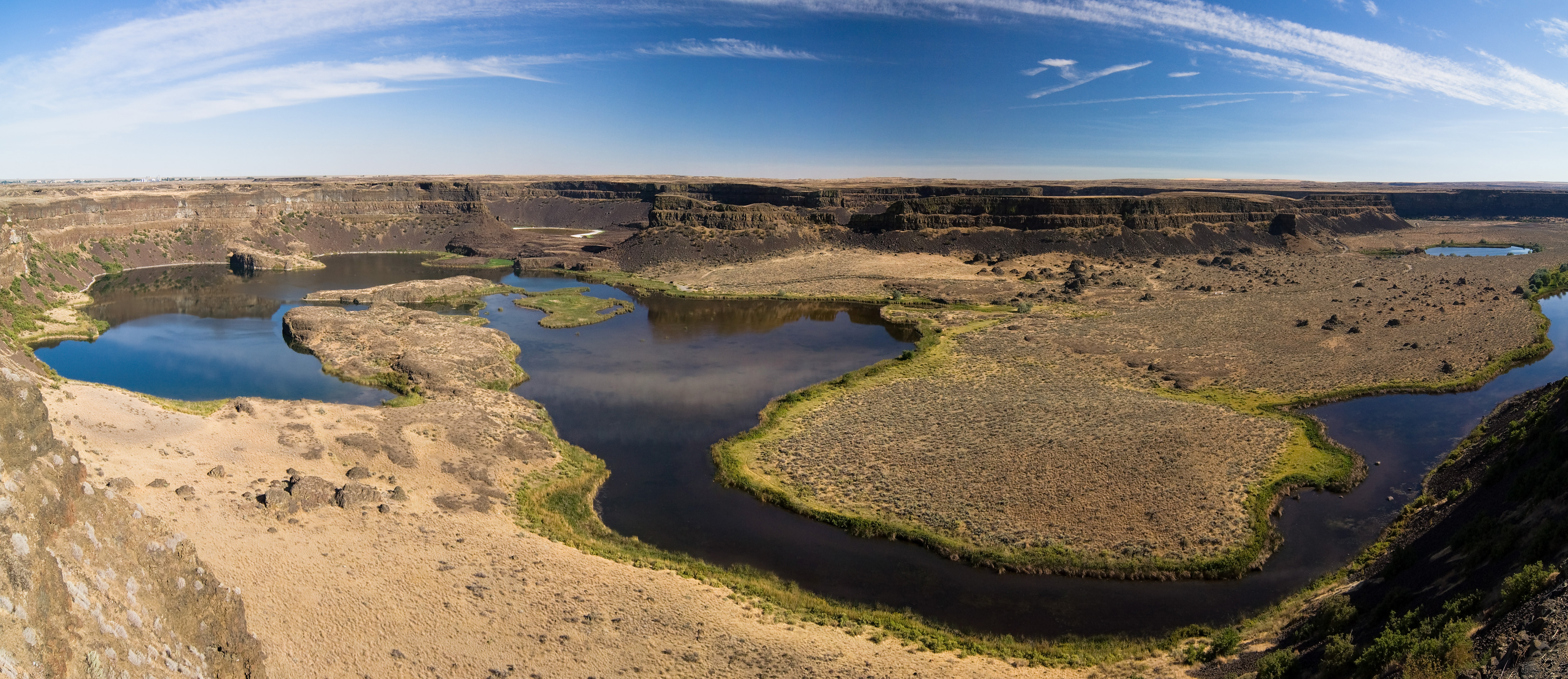
乾瀑布美景

乾瀑布（Dry Falls）是一个长达3.5英里的新月形悬崖，位於美国华盛顿州中部，哥伦比亚河的上大古力对面，下大古力的源头。乾瀑布的大小为尼加拉瀑布的10倍，被认为是已知的曾存在的最大瀑布。地理学家推测上一个冰河時期灾难性的洪水以每小时65英里的速度通过上大古力和这段高达120公尺的岩石表面。据估计，那个时期瀑布的流量为如今世界上所有河流总流量的10倍。
大约2万年前，当冰川南移时，一个冰原插入到哥伦比亚河的克拉克福克，使水从蒙大拿州开始流淌。因此，蒙大拿州西部的大片土地被淹没，形成了巨大的米苏拉湖。最终，冰坝上堆积的压力使之坍塌。在上一个冰河时期曾几十次发生这种冰坝坍塌，水涌入米苏拉湖，之后造成灾难性洪水。这一过程如今已被科学家广泛接受。
这种瞬间的释放将爱达荷州、华盛顿州和俄勒冈州的部分地区淹没在几百英尺的水下，不过时间仅为几天。这些特别的洪水在短期内形成了大古力和乾瀑布。类似的小规模的冰川洪水保持瀑布流淌几千年。
当冰原融化后，河流恢复了正常流量，而大古力和乾瀑布就干涸了。如今，乾瀑布作为太阳湖州立公园的一部分，可以通过华盛顿州17号公路抵达。

## 脚注
1. ↑   Alt, David（2001年），Glacial Lake Missoula & its Humongous Floods，Mountain Press Publishing Company，ISBN 0-87842-415-6。
2. ↑  Bjornstad, Bruce（2006年），On the Trail of the Ice Age Floods: A Geological Guide to the Mid-Columbia Basin，Keokee Books; San Point, Idaho，ISBN 978-1-879628-27-4。